# Johannes (Hans) Bach
Johannes (Hans) Bach (?1550 - 1626) fue un músico y panadero alemán, el bisabuelo de Johann Sebastian Bach.
Era el último hijo de Veit Bach y estudió música con Matz Ziesecke. Fue el trompetista municipal de Gotha y tocaba en las bandas de Arnstadt, Eisenach, Erfurt, Esmalcalda y Suhl. En los registros figura como Spielmann (juglar). Murió probablemente durante la Guerra de los Treinta Años. 
Tuvo tres hijos, que son los primeros Bach de los que conocemos sus composiciones:
- Johannes Bach
- Christoph Bach
- Heinrich Bach